# Skärsjögöl
Skärsjögöl är en sjö i Uppvidinge kommun i Småland och ingår i Alsteråns huvudavrinningsområde. Sjön har en area på 0,0839 kvadratkilometer och ligger 229,7 meter över havet.

## Delavrinningsområde
Skärsjögöl ingår i det delavrinningsområde (631273-147545) som SMHI kallar för Inloppet i Åmen. Medelhöjden är 237 meter över havet och ytan är 21,9 kvadratkilometer. Det finns ett avrinningsområde uppströms, och räknas det in blir den ackumulerade arean 34,87 kvadratkilometer. Avrinningsområdets utflöde Alsterån mynnar i havet. Avrinningsområdet består mestadels av skog (81 %). Avrinningsområdet har 1,38 kvadratkilometer vattenytor vilket ger det en sjöprocent på 6,3 %.